# Jessalyn Gilsig
Jessalyn Sarah Gilsig (Montreal, 30 de novembro de 1971) é uma atriz canadense. É mais conhecida pelos seus papéis nas séries de televisão Boston Public, Nip/Tuck e Glee. Ela também aparece em vários episódios de NYPD Blue, Prison Break, e Heroes, bem como várias outras séries.

## Vida pessoal
Gilsig nasceu em Montreal, Quebec, filha de Claire, uma escritora e tradutora, e Toby Gilsig, um engenheiro. Ela iniciou a encenar aos 12 anos de idade. Ela frequentou a escola secundária Trafalgar School for Girls no centro de Montreal. Posteriormente, frequentou o American Repertory Theater da Universidade Harvard e depois a Universidade McGill de 1989 à 1993. Gilsig foi casada com o produtor cinematográfico Bobby Salomon.

## Filmografia
- Mascarade (1984) (dubladora)
- The Journey Home (1984) (dubladora)
- Jacknife (1989)
- The Little Flying Bears (1991) (série de TV) (dubladora)
- Young Robin Hood (1991) (série de TV) (dubladora)
- Gulliver's Travels (1992) (série de TV) (dubladora)
- Quest for Camelot (1998) (dubladora)
- The Horse Whisperer (1998)
- Boston Public (2000–2002) (série de TV) (44 episódios)
- Without a Trace (2003) (série de TV) (episódio Confidence)
- Nip/Tuck (2003/2008) (série de TV) (17 episódios)
- Prison Break (2005) (série de TV) (4 episódios)
- Heroes (2007–2008) (série de TV) (10 episódios)
- Friday Night Lights (2007/2008) (série de TV) (6 episódios)
- Flood (2007)
- Destination: Infestation (2007)
- XIII: The Conspiracy (2008)
- Prom Night (2008)
- CSI: NY (2008) (série de TV) (3 episódios)
- Glee (2009-2010), (2012) (série de TV)
- The Stepfather (2009)
- Somewhere Slow (2012)
- Vikings (2013-2015)